# Orgue del monestir de Sant Bartomeu
L'Orgue del monestir de Sant Bartomeu està situat al municipi d'Inca, Mallorca, que va ser construït al final del s.XVII pels germans Caymari.

## Història
L'Orgue del Monestir de Sant Bartomeu es va construir l'any 1694 els germans Sebastià i Damià Caymari. Es deixa constancia del seu pagament pel preu de 650 Lliures entre el 27 d'Octubre i el 13 de Novembre del 1964 al Llibre de Clavariat (1638-1730).
“A 27 8bre 1694 se extregue de la taule Numularia docentas Ll. Prosehides del dot de Sor Drusiana Vanrell pegades al Po en taula a Sebastia y Damia Caymaris a ells feta y Andreu Sirerol Pdor. de dit convent compliment plo. Valor del orgue feran dits Caimaris”.
“A 13 de 9bre 1694 havem pagat dosentes lliures per acabar de pegar lo orga qui costa sisentes cinquanta lliures, mon Sr. El Ylim. Y Rm. Sr. Don Pedro de Alagon Bisbe de Mallorca ha donat llicensia que posasem en dit orga el dot de Sor Maria Torrens, qui son 450 Ll. y docentas lliures que ha pagat el convent”.
A l'arxiu del convent només consten els següents pagaments:
- Diferents pagaments a Sebastià Caymari per repasar l'orgue.
- Un pagament a n'Agustí Navarro, l'any 1730 per templar i espolsar l'orgue.
- Un pagament l'any 1865 a Pera Lluch per limpiar i templar.

Així i tot, és possible que l'orgue hagi tingut alguna modificació i s'hagi substituit el registre de regalía de fusta, típic dels germans Caymari, per un de baixos-clarins.
Hi ha constància d'un orgue més antic per diversos documents de l'arxiu del convent que daten d'entre 1638 i el 1641 on consten pagaments per materials i diversos treballs.

## Situació i estat actual
Malgrat no s'emplea de manera cotidiana està en regulars condicions amb un motor ventilador.

## Parts i funcionament

### Parts i disseny
Es tracta d'un instrument de mida petita, d'un sol teclat d'octava curta i situat al centre de la barana del cor amb el teclat mirant cap a la part interior. Estèticament té el disseny de façana típica dels germans Caymari amb els tubs de façana ornamentats també amb les estries diagonals característiques.
Conserva encara l'antiga cortina que permetia tapar els tubs de façana durant la quaresma, època de més austeritat litúrgica (igual que es feia amb la resta de les imatges), així com protegir l'instrument de la pols quan no es feia servir.

### Registre
Disposa de 7 registres dividits entre el do i do# centrals tal com es feien a Castella, ja que aquests constructors foren els primers a Mallorca a incorporar de forma generalitzada aquest tipus de registre com es feia habitualment als orgues de Castella. Aquesta característica possibilita que l'organista pugui escollir diferents sonoritats a cada una de les dues meitats del teclat, i destacar una melodia a la part dreta o esquerra del teclat.
Queden indicis del temperament original usat pels Caymari, modificat amb les diferents afinacions durant el pas del temps a la majoria dels orgues de Mallorca d'aquesta família.

### Disposició de la consola
La disposició dels seus registres és la següent:
| Mà esquerra                                               | Mà Dreta                                                                          |
| Flautat Octava Tapadet Quinzena Cimbalet Tolosana Baixons | Flautat 8' Octava 4' Tapadet 4' Quinzena II Cimbalet III-IV Tolosana II-III Clarí |

### Secret
És un secret cromàtic de 167x70 cm.
- Flautat 8'
- Octava 4'
- Tapadet 4'
- Quinzena II
- Cimbalet III-IV
- Tolosana II-III
- Baixons-clarins 4'-8'

### Dades tècniques
Aproximadament l'afinació d'aquest orgue està un tó i mig baix. Hi ha indicis del temperament inicial, proper al mesotònic. Com que aquest orgue no ha estat modificat en la seva harmonització el converteix en una peça quasi única dins de la família dels Caymaris.